# 烏克蘭子午線航空3032號班機空難
烏克蘭子午線航空3032號班機空難（MEM3032）是指在2022年7月16日於希腊卡瓦拉附近發生的飛機墜毀事故。失事飛機為一架安托諾夫An-12BK貨機，失事時飛機正嘗試緊急降落卡瓦拉亚历山大大帝国际机场。

## 飛機
涉事飛機為烏克蘭貨機安托諾夫An-12BK，註冊編號UR-CIC，於1971年首飛，並於2022年1月轉由烏克蘭子午線航空公司營運。

## 機組人員及貨物
罹難的機上8名機組人員全部均為乌克兰公民。
根據塞爾維亞國防部長内博伊沙·斯特凡诺维奇所述，飛機上的貨物為重11.5吨、塞尔维亚制造的照明迫击炮炮弹和训练炮弹，而買家為孟加拉國。他同时表示有关的军火和俄羅斯入侵烏克蘭无关，也不是运往乌克兰。

## 事件
航班於塞尔维亚尼什起飛，計劃前往孟加拉國达卡，中途經停約旦、沙特阿拉伯和印度。
墜機後的兩小時內，現場仍持續傳出爆炸聲。當局建議方圓兩公里範圍內的居民關好門窗並留在室內，而由於未確定殘餘貨物的狀況，軍方、爆炸物專家和希臘原子能委員會的員工均在無人機確認安全後才接近現場進行調查。
根據目擊者的口述和影片顯示，飛機在墜毀前已起火。

## 外部連結
- Flightradar24上的飛行航線重播 （页面存档备份，存于）